# دوري جزر كوك لكرة القدم 1976
دوري جزر كوك لكرة القدم 1976 (بالإنجليزية: 1976 Cook Islands Round Cup)‏ هو موسم من دوري جزر كوك لكرة القدم. فاز فيه Titikaveka F.C. ‏.